# 万里小路仲房
万里小路 仲房（までのこうじ なかふさ）は、南北朝時代の公卿。参議・万里小路季房の長男。官位は従一位・准大臣。万里小路家5代当主。

## 経歴
以下、『公卿補任』と『尊卑分脈』の内容に従って記述する。
嘉暦3年（1328年）5月8日、中宮権少進に任ぜられる。6月23日には権少進を止める。嘉暦4年（1329年）2月10日、叙爵。元徳2年（1330年）5月26日、民部権少輔に任ぜられる。元弘3年（1333年）5月20日、父季房が斬られる。同年11月8日、従五位上に昇叙。元弘4年（1334年）1月13日、備前守を兼ねる。8月10日には春宮権大進に任ぜられる。9月14日、民部権大輔を兼ねる。建武2年（1335年）1月27日、権大輔を止める。11月12日、右兵衛佐を兼ねる。建武3年（1336年）1月5日、正五位下に昇叙（春宮当年御給）。10月10日には権大進を止める。建武4年/延元2年（1337年）1月18日、備前守を止める。12月4日には右兵衛佐を止める。暦応3年/興国元年（1340年）12月6日、五位蔵人に補され、同月27日に右衛門督に任ぜられる。
康永元年/興国3年（1342年）12月21日、右少弁に任ぜられる。康永2年/興国4年（1343年）1月20日、蔵人を止める。康永3年/興国5年（1344年）1月5日、正五位上に昇叙。貞和元年/興国6年（1345年）11月14日、左少弁に転任。貞和3年/正平2年（1347年）12月27日、右中弁に転任し、同日中に従四位下に昇叙。貞和4年/正平3年（1348年）3月20日、左中弁に転任し、8月10日には更に右大弁に転任。10月27日には春宮亮を兼ねる。さらに従四位上に昇叙。貞和5年/正平4年（1349年）1月5日、正四位下に昇叙。9月13日、蔵人頭に補される。貞和6年/正平5年（1350年）1月5日、正四位上に昇叙。観応元年/正平5年（1350年）4月14日、造東大寺長官となる。8月16日には左大弁に転任。観応2年/正平6年（1351年）閏2月20日、春宮亮を止める。観応3年/正平7年（1352年）8月15日、新帝後光厳天皇の蔵人頭に補される。
文和2年/正平8年（1353年）7月23日、参議に任ぜられる。同日、左大弁、造東大寺長官は元の如し。文和3年/正平9年（1354年）1月7日、従三位に叙される。3月28日、出雲権守を兼ねる。8月27日には大嘗会検校に補される。文和4年/正平10年（1355年）8月13日、権中納言に任ぜられる。12月28日には勅授帯剣を許される。延文6年/正平16年（1361年）1月5日、正三位に昇叙。康安2年/正平17年（1362年）5月7日、大宰権帥を兼ねる。貞治2年/正平18年（1363年）1月5日、従二位に昇叙。4月20日、権中納言を辞したが、同月27日には本座を許される。太宰権帥はそのまま。
貞治4年/正平20年（1365年）6月28日、権大納言に任ぜられる。11月1日には母の喪に服す。貞治5年/正平21年（1366年）1月6日、復任した。貞治6年/正平22年（1367年）1月5日、正二位に昇叙。同月28日には記録所の上卿となる。貞治7年/正平23年（1368年）2月21日、按察使を兼ねる。応安2年/正平24年（1369年）1月、元日と白馬の節会の内弁を勤め、叙位執筆を担う。応安3年/建徳元年（1370年）、再び叙位執筆を担う。応安4年/建徳2年（1371年）3月11日、権大納言を辞退。4月25日、本座を許される。
永和2年/天授2年（1376年）1月6日、按察使を止め、従一位に叙される。永徳2年/弘和2年（1382年）4月19日、准大臣宣旨が下る。嘉慶2年/元中5年（1388年）6月2日、薨去。

## 万里小路家初の准大臣
万里小路家では宣房が従一位に叙せられているが、准大臣の宣旨を得たのは仲房が初めてである。仲房が准大臣宣旨を得た前後では勘解由小路兼綱と正親町三条実音も准大臣宣旨を得ている。いずれも持明院統に尽くした人物であり、大覚寺統に用いられて高位に昇り季房は元弘の乱に連座して殺されもしている万里小路家であるが、建武の新政が失敗してからは北朝政権に尽くしていくことになる。

## 系譜
- 父：万里小路季房（?-1333）
- 母：宮内卿藤原顕相の娘
- 妻：不詳
  - 男子：万里小路嗣房（1341-1401）
  - 男子：万里小路頼房
  - 男子：万里小路茂房
  - 男子：定玄
  - 男子：見怡
  - 女子：中院通氏室